# شاهین دریا (فیلم ۱۹۴۰)
شاهین دریا (انگلیسی: The Sea Hawk) فیلمی در ژانر ماجراجویی به کارگردانی مایکل کورتیز است که در سال ۱۹۴۰ منتشر شد.

## بازیگران
- ارول فلین
- برندا مارشال
- کلود رینس
- دونالد کریسپ
- فلورا رابسون
- هنری دانیل
- اونا اوکانر
- جیمز استفنسون
- گیلبرت رولان
- مونتاگو لاو
- جوزف مایکل کریگن
- دیوید بروس
- ایان کیت
- الک کریگ
- ویکتور وارکونی
- هری کوردینگ
- آلن هیل
- فرانسیس مک‌دانلد
- رابرت وارویک
- کلاید کوک
- ادگار بیوکانان
- مری اندرسون
- نستور پایوا
- الیس ایروینگ
- کرافورد کنت